# Spitzweg (Roman)
Spitzweg ist ein Roman des deutschen Schriftstellers Eckhart Nickel aus dem Jahr 2022. Im Handlungskern auf einen Abiturientenstreich beschränkt, geht es auf der Metaebene um existenzielle Sinnfragen, um Freundschaft zwischen Einzelgängern, um Kunst im weiteren und im engeren Sinne. Was das Buch dem Protagonisten zuschreibt („im vorteilhaftesten Sinn aus der Zeit gefallen“), bescheinigt die Kritik auch dem Roman selbst, vor allem mit Blick auf seine Sprache. In der SWR-Bestenliste der Sommermonate Juli und August 2022 rangierte Spitzweg mit deutlichem Abstand auf Platz 1 und stand danach auf der Shortlist für den Deutschen Buchpreis.

## Inhalt

### Handlung

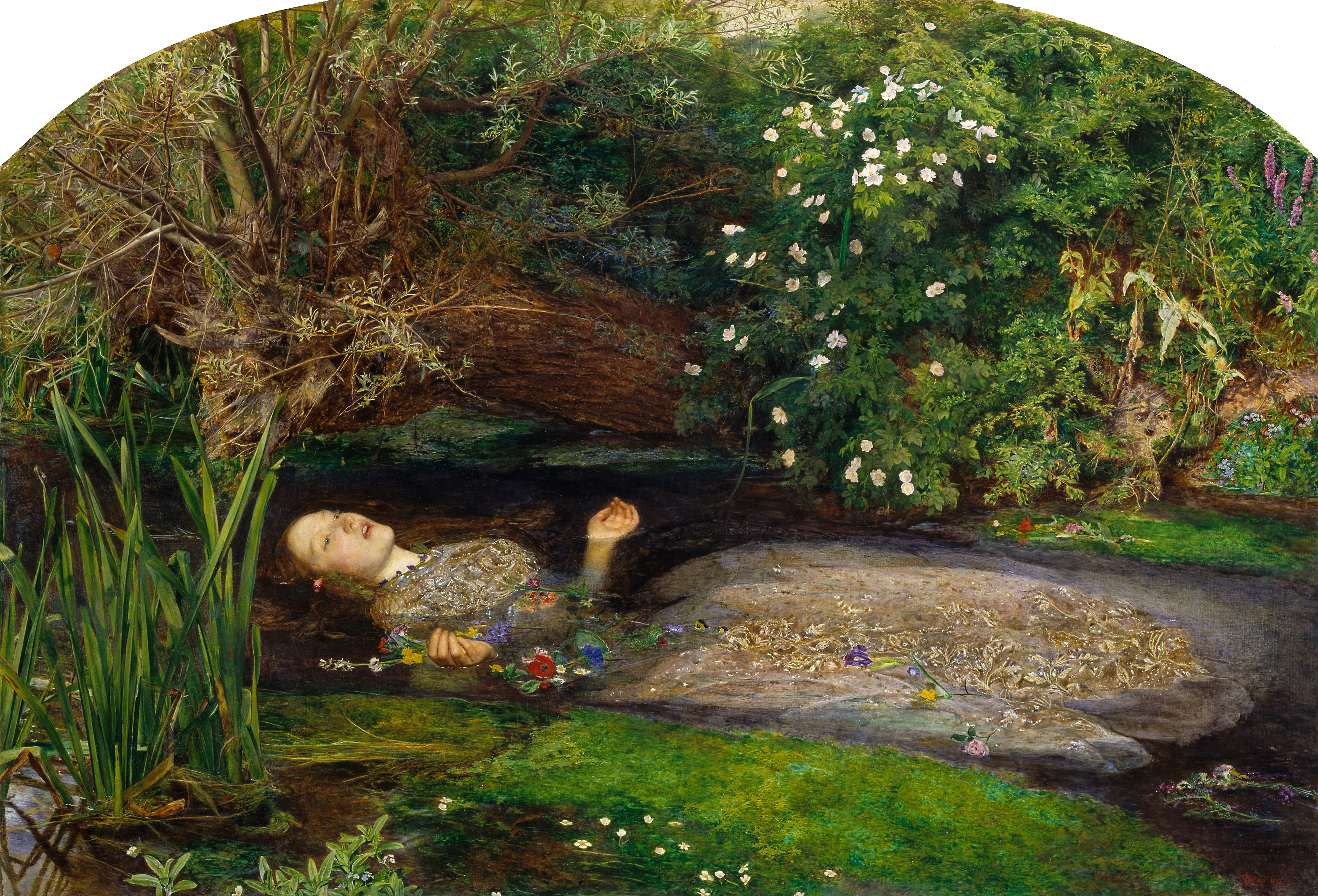
John Everett Millais: Ophelia

Im Kunstunterricht eines humanistischen Gymnasiums unterläuft der Lehrerin, die ihren Abiturkurs Selbstporträts anfertigen lässt, ein Fauxpas. Die Arbeit der einzigen talentierten Schülerin, Kirsten, kommentiert sie mit „Respekt: Mut zur Hässlichkeit“. Das verunglückte Kompliment führt zu Kirstens fluchtartigem Verschwinden und einem Solidarpakt zwischen zwei weiteren Außenseitern der Klasse: Carl, seit wenigen Tagen neu an der Schule, und dem namenlosen Ich-Erzähler, der das Mädchen platonisch liebt. Der Racheplan beider zielt darauf ab, der wenig schuldbewussten Lehrerin einen Schrecken einzujagen, indem sie Kirsten dazu überreden, dass sie verschwunden bleibt. Nachdem sie sie aufgespürt und sogar aus bedrängter Lage befreit haben, gelingt ihnen das auch. Um das Ganze zu beglaubigen, übergeben die Jungen am folgenden Morgen dem Direktor einen gefälschten Brief von Kirstens Eltern sowie eine weitere Zeichnung der Flüchtigen, die sie, ein bekanntes Gemälde nachahmend, als ertrinkende Ophelia zeigt. Vom Unterricht freigestellt, um sie aufzustöbern, werden beide von der Tatsache überrascht, dass Kirsten auch von dort, wo sie sie versteckt hielten, verschwunden ist. Nun müssen sie wirklich nach ihr suchen. An einem der beiden Orte, wo sie sie vermuten, kommt es zu einem Showdown, bei dem sich Gegenwart und Vergangenheit, Kunst und Wirklichkeit noch einmal auf vielfältige Weise durchdringen.

### Hauptfiguren

Carl Spitzweg: Der Hagestolz

Die drei Hauptfiguren haben einiges gemeinsam. Kurz vor dem Abitur stehend, sind sie Jugendliche an der Schwelle zum Erwachsenwerden, stammen aus privilegiertem bildungsbürgerlichem Milieu und erfreuen sich großer geistiger Freiräume durch Elternhaus und Schule. Unter ihresgleichen sind sie Außenseiter. Für Kirsten und den Erzähler wird das in dem Moment offenkundig, als die Wahl ansteht, wer wessen „Fehlpate“ wird und damit Verantwortung trägt, den Anderen bei Abwesenheit auf dem Laufenden zu halten: Sie bleiben als Einzige übrig, mangels bestehender Freundschaften.
Carl, der „Neue“, macht von vornherein keinen Hehl daraus, sich abheben zu wollen. Das zeigt sein Habitus und mehr noch seine geistige Reife: In seinem wörtlich wiedergegebenen ersten Referat vor dem Kunstkurs redet er unbekümmert über die Köpfe der Zuhörenden hinweg, verkauft sich also kein Jota unter Wert. Bedingt durch das gemeinsam geschmiedete Komplott, gewährt er dem Erzähler und Kirsten auch Zutritt zu seinem Refugium (er nennt es sein „Kunstversteck“): ein Raum, den er bis ins kleinste Detail nach seinem Geschmack eingerichtet hat und in dem er sein Bedürfnis nach einem kunstsinnigen Dasein voll auslebt.
Zum verborgenen Inventar von Carls Klause gehört auch eine von seiner Mutter angefertigte Kopie seines Lieblingsgemäldes von Carl Spitzweg: Der Hagestolz. Es zeigt, in überlebensgroßer Rückenansicht, einen mit Lektüre bewehrten einzelnen Mann, der, im Kontrast zu den ihn umgebenden Paaren, nicht die Gesellschaft anderer sucht. Der heute veraltete Begriff „Hagestolz“ bezeichnete einst den Typus des eingefleischten Junggesellen, der „zuweilen als sonderbar von jenen beschrieben wird, die Lebensführung vor allem als Auftrag verstehen, sämtliche Normen der Gesellschaft zu erfüllen, statt diese individuell auf Tauglichkeit zu prüfen“. Carl, der sich mit ihm identifiziert, kann so als ein „frühreifender“ Hagestolz gelten.

### Themen

#### Freundschaft und Familie

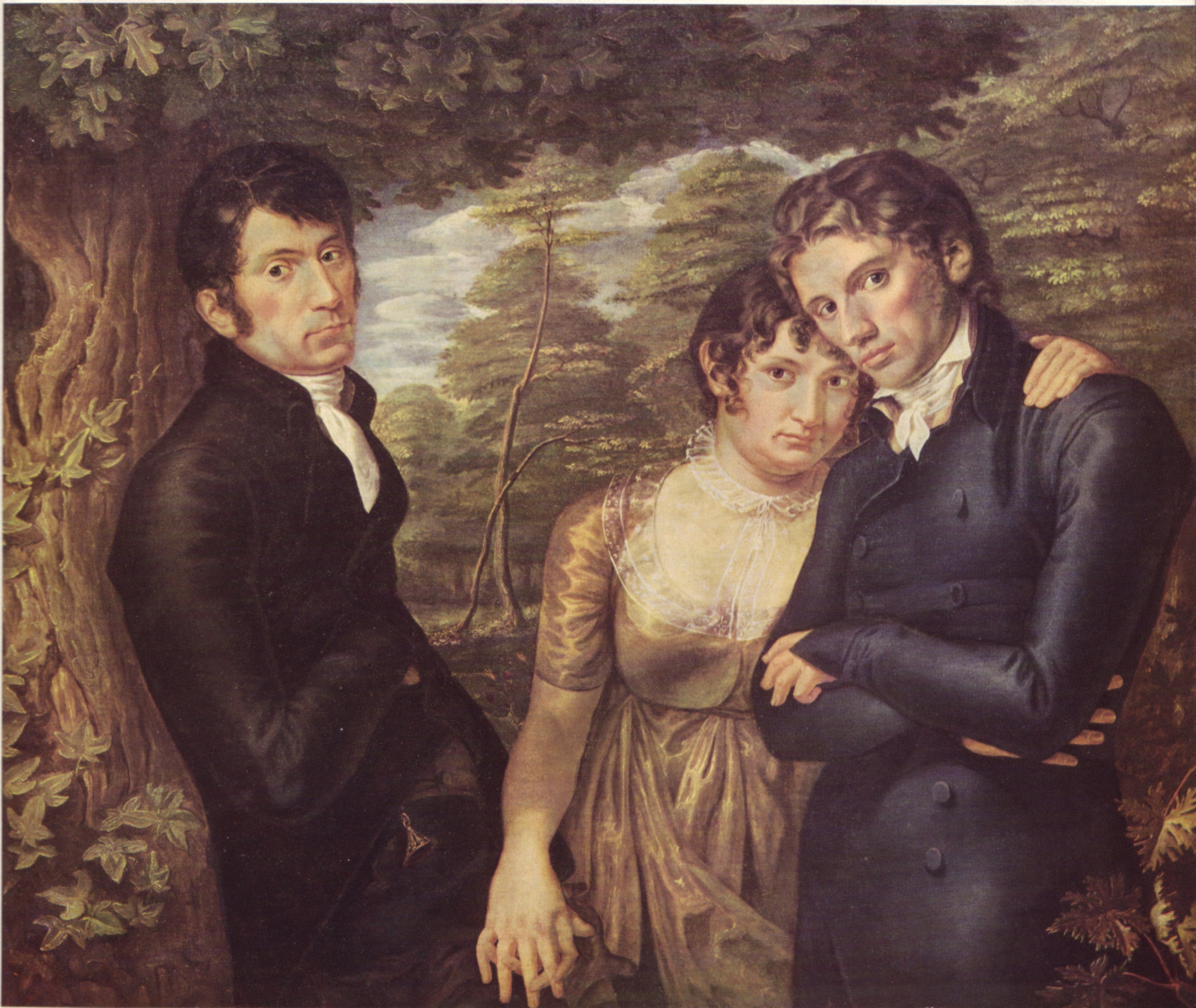
Philipp Otto Runge: Wir Drei

Im Gegensatz zu Carl, der sein Einzelgängertum selbstbewusst auslebt, sind die beiden anderen scheu, introvertiert. Bei Kirsten, dem „Rätsel der Schule“, liegt es nahe, ihr Elternhaus dafür verantwortlich zu machen: Sie isolieren sich so radikal, dass nicht einmal nach außen dringt, warum. Der Erzähler, der als „Fehlpate“ den Grund erfährt, leidet seinerseits darunter, dass sein Elternhaus so gar nichts „Besonderes“ hat. Wie auch immer – die drei Einzelgänger (und -kinder) finden durch den gemeinsamen Coup zueinander. Zudem deutet das Finale in einem „verbotenen“ Museumsgang an, dass ihr Dreierbund Bestand haben könnte: vis-à-vis einem kurzzeitig verschwundenen Spitzweg-Gemälde fällt ihnen eine Zeichnung des Romantikers Philipp Otto Runge ins Auge mit dem Titel Wir Drei. Kunst, so eine der Botschaften des Romans, vermag Einzelgängern einen gemeinsamen Raum zu schaffen und so Freundschaften zu stiften.
Die Familien des Trios ähneln sich in mehrerlei Hinsicht. Die Grundkonstellation Elternpaar plus Einzelkind spiegelt den freundschaftlichen Dreierbund; engere familiäre Bande wird allerdings nur bei Kirsten beschrieben, und auch da eingeschränkt und zeitweilig, denn die häusliche Harmonie geht einher mit sozialer Isolation, ja Ächtung, und endet mit dem rätselhaften Verschwinden des Vaters. Auf andere Art abwesend sind die Väter der beiden Jungen; Carl erwähnt ihn gar nicht, und der Erzähler seinen als „zweite Wahl“, nachdem seine Mutter den, den sie liebte, an ihre beste Freundin verloren hatte. Eine Art Ersatzvater sucht er in dem von ihm verehrten Deutschlehrer Dr. Fant, dessen Ehe zwar intakt, aber kinderlos ist. Das lebendige Modell einer harmonierenden Familie fehlt daher als Leitbild für alle drei. Umso wichtiger, dass sie in ihrem freundschaftlichen Dreierbund, der beiderlei Geschlecht vereint, die Möglichkeit einer Alternative zum vermeintlichen Entweder-oder, Familie oder „Hagestolz“, erfahren.

#### Kunst und Künstlichkeit
Mit Kunst hat in Spitzweg nahezu alles zu tun, auch mit Kunst im weiteren Sinne. Dazu gehören beispielsweise die Heilkünste, derer es bedarf, um die seltsamen Krankheiten zweier Frauen zu kurieren, oder die Lebenskunst, deren Einübung zwei fortgeschrittene „Lehrmeister“ (Carl und Dr. Fant) taktisch klug mittels erlesener Tees und Schokolade anbahnen, haben sie doch einen „Schüler“ (den Erzähler) vor sich, der im Gebrauch seiner Sinne noch unsicher ist. Wie der Titel Spitzweg verspricht, steht die Kunst im engeren Sinne dennoch im Mittelpunkt. Ein Aspekt, den mehrere Rezensionen erwähnen, ist, dass der Roman dazu einlädt, bei der Kunstbetrachtung „genau hinzusehen“. Eben dies tut der Erzähler, wenn er im Rätsel einer Wochenzeitung, Original und Fälschung abgleichend, nach zehn versteckten Fehlern fahndet, wie auch Carl, wenn er, Spitzweg analysierend, unter der idyllischen Oberfläche Abgründiges und Doppelbödiges aufdeckt. Dass es sich in zwei Fällen um Bilder handelt, die in mehreren Versionen existieren, verweist auf einen Aspekt der Kunst, den Nickel in einem Interview betont: ihren Charakter als „Setzkasten“, als etwas Gemachtes, also auch anders Machbares. Das heißt Kunstwerke können ergänzt werden, beschnitten, nachgeahmt, kopiert, gefälscht, geraubt – und von all dem erzählt auch der Roman.

Spitzweg: Zwei Bildmotive, unterschiedlich ausgeführt und betitelt
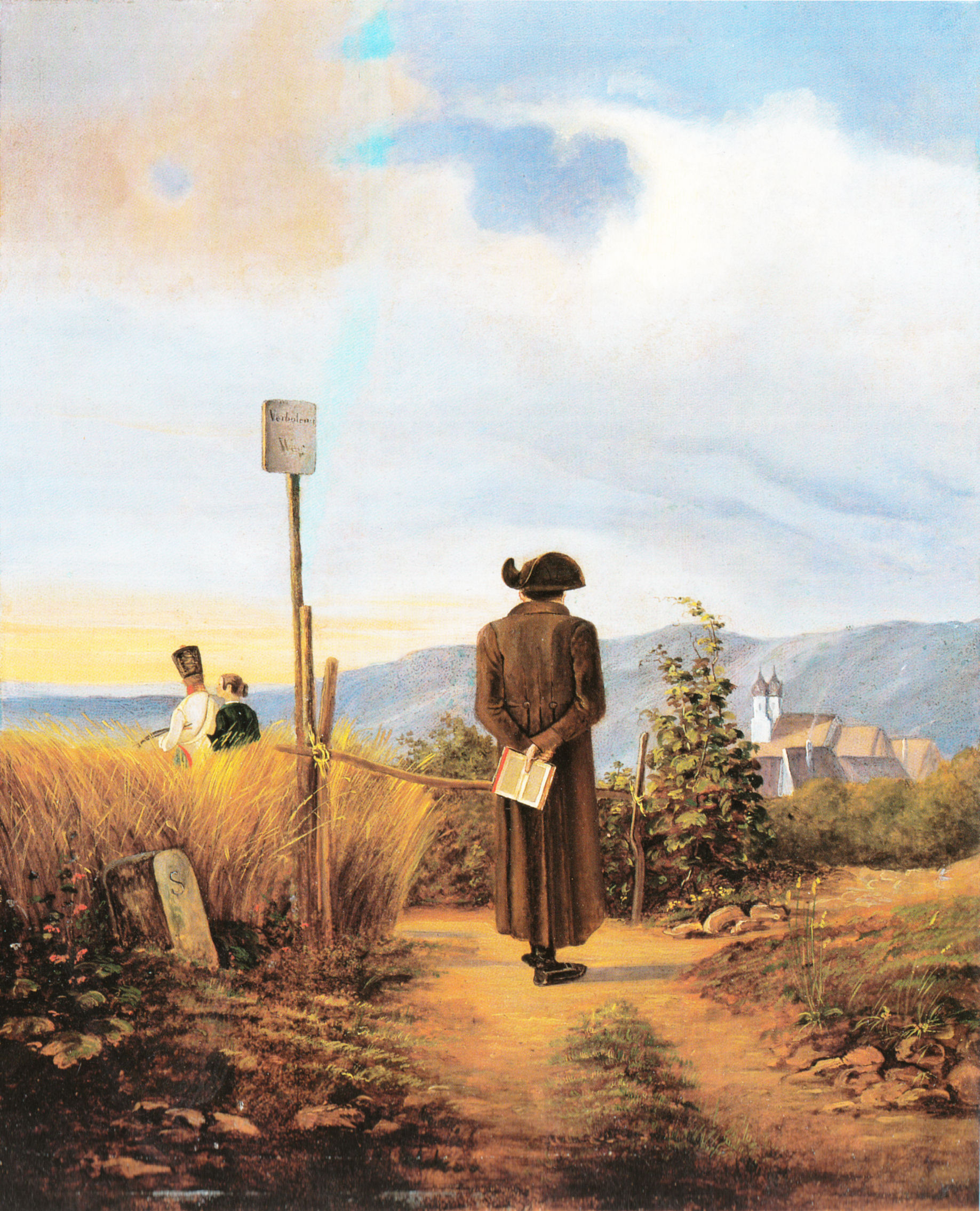
Der verbotene Weg
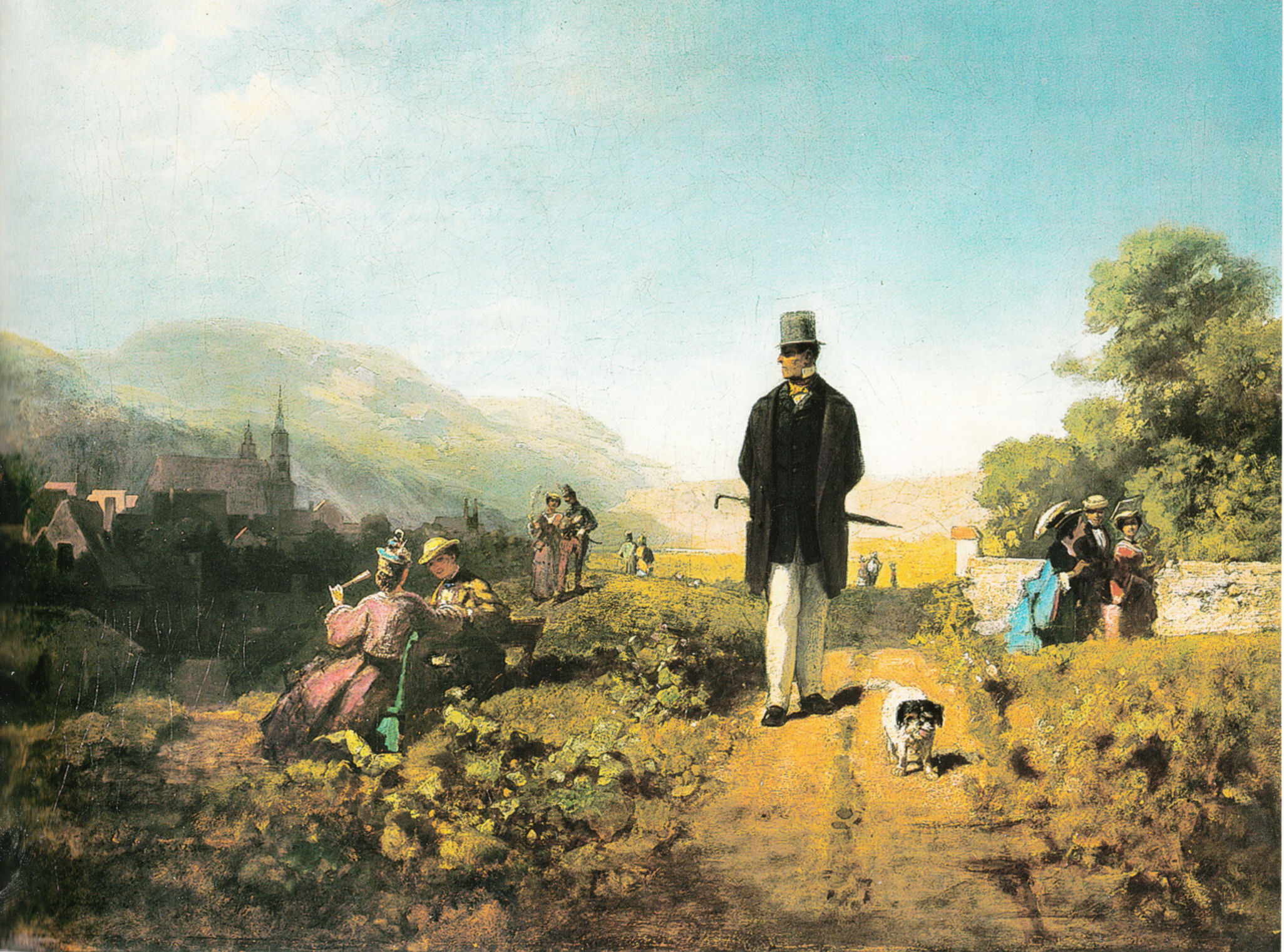
Der Gutsherr
Der Hagestolz
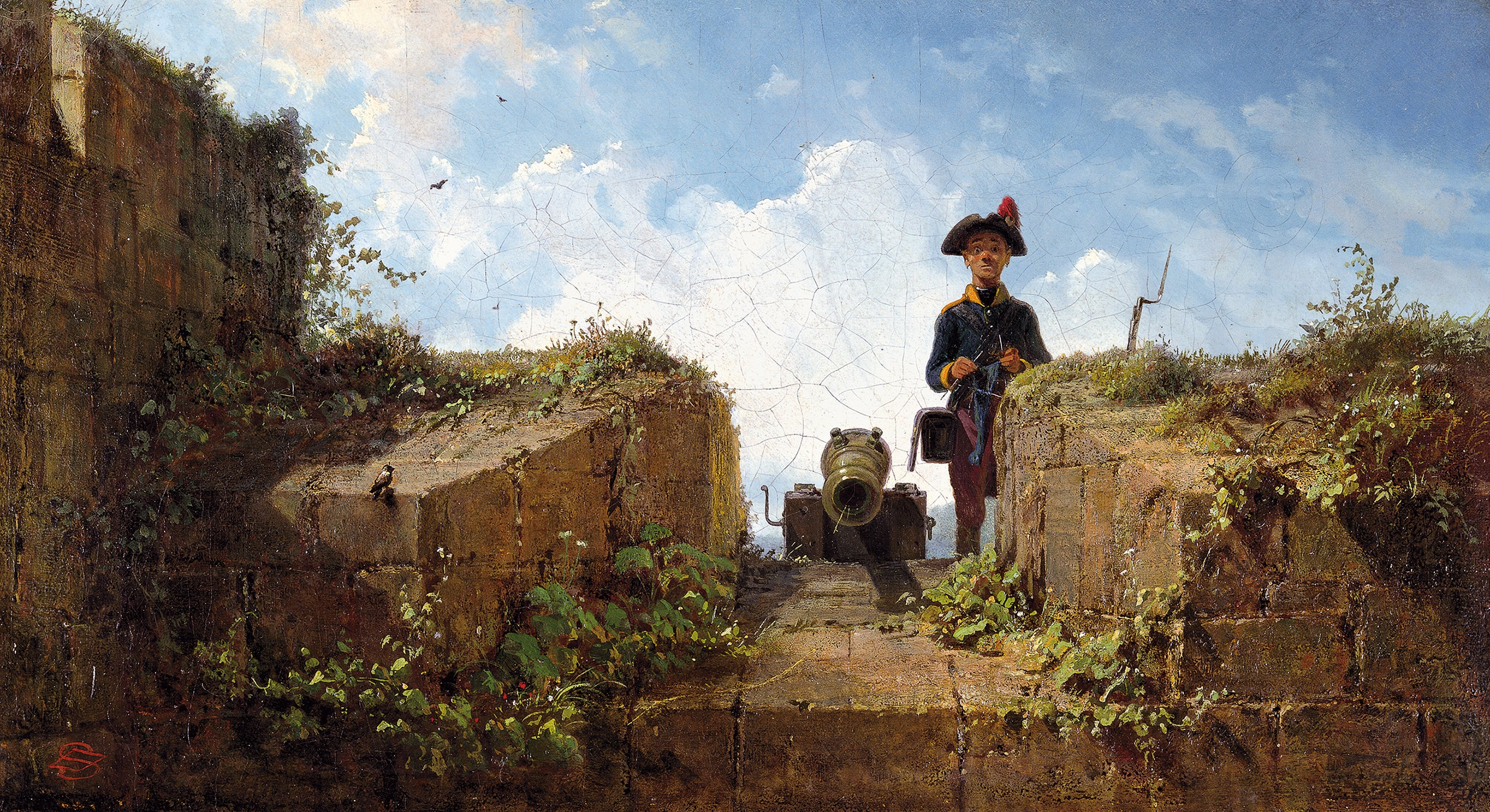
Der strickende Wachposten
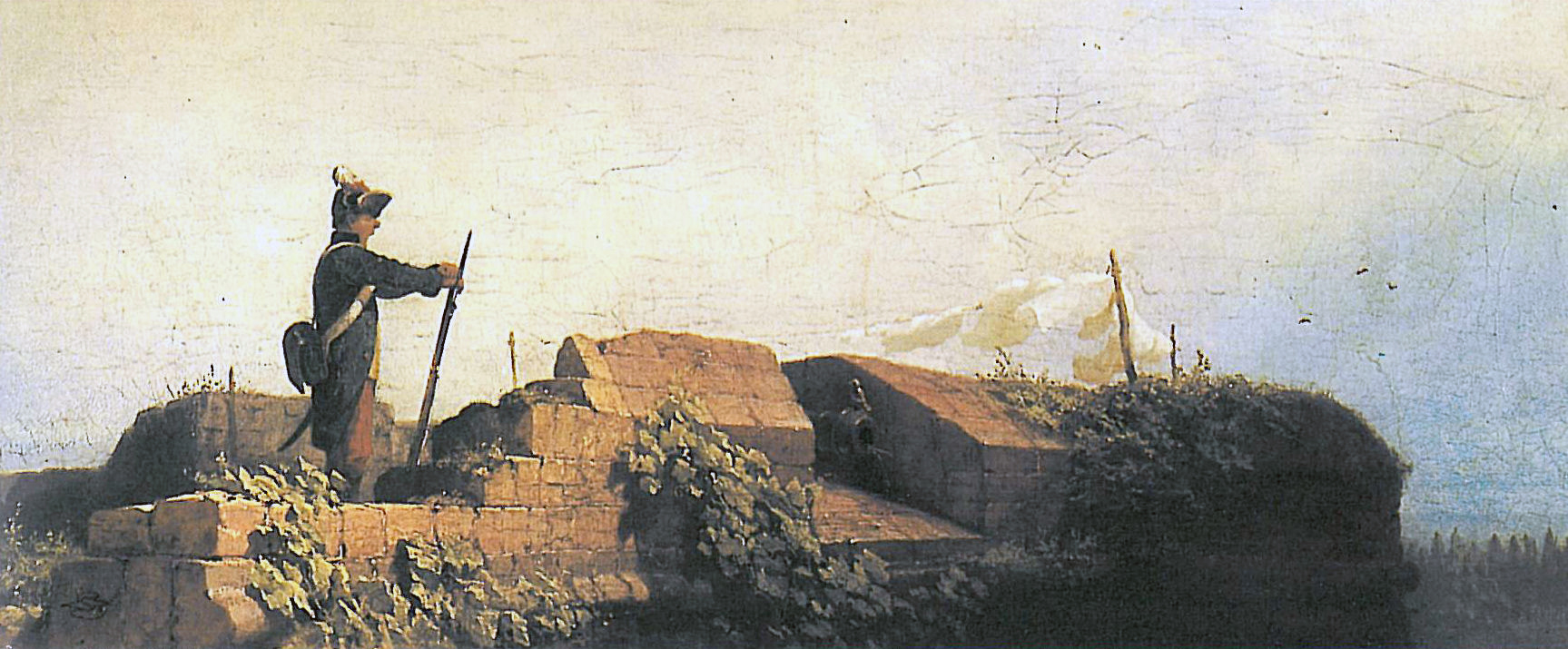
Auf der Bastei
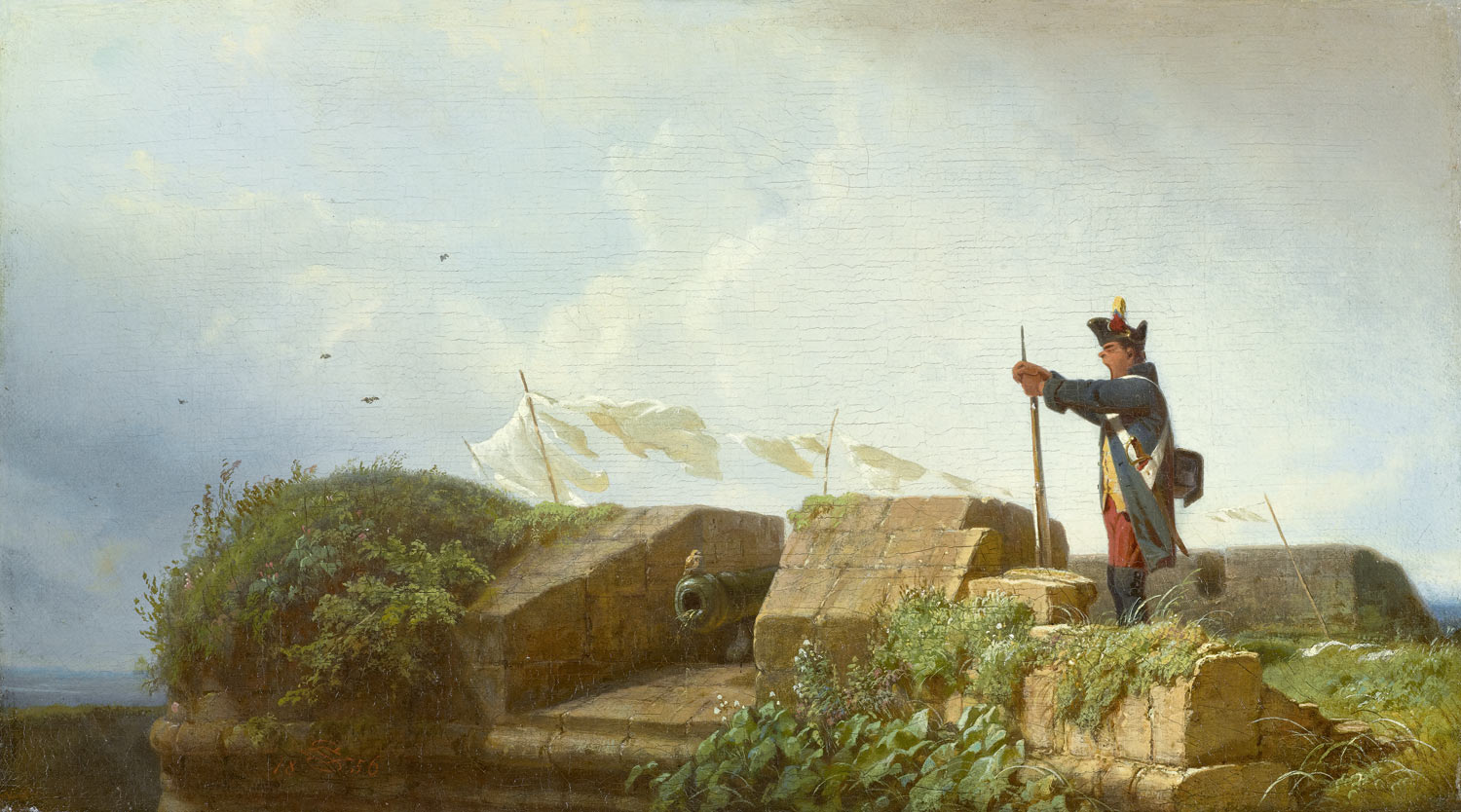
Friede im Land

Künstlichkeit wird in Spitzweg auf vielfältige Weise mit ihrem Pendant, Natürlichkeit, verflochten. Dabei spielen drei Räume eine wichtige Rolle, denen gemeinsam ist, dass es sich um hochgradig künstliche Gebilde handelt, Refugien, die eigentlich nur bestimmten Personen vorbehalten sind, zu denen der Erzähler aber Zutritt erhält: Dr. Fants „Bücherbunker“, Carls „Kunstversteck“ und Kirstens Elternhaus. Letzteres ist ein besonders ungewöhnlicher Fall selbstgewählter Isolation. Bedingt durch eine Allergie gegen alles Künstliche, unter der Kirstens Mutter seit der Geburt ihrer (dennoch künstlerisch begabten) Tochter leidet, hat ihr Mann in jahrelanger Kleinarbeit das Haus so umgebaut, dass sie völlig autark leben, „natürlich“, wie sie meinen, was aber genau genommen eine künstlich nachgeahmte Natürlichkeit ist. Als der Erzähler, in Ausübung seines Amts als „Fehlpate“, dort vorstellig wird, überrascht ihn die Mutter mit einer Lebensbeichte und gesteht ihm beim zweiten Besuch, er sei das erste „völlig natürliche Wesen“, dem sie seit Ausbruch ihrer Krankheit begegne. Gleichlautend bemerkt der Erzähler bei seinem Aufenthalt im „Kunstversteck“, Carl wirke dort „völlig natürlich“. Nickel verweist in diesem Zusammenhang darauf, dass die Kunst zur zweiten Natur „eigentlich aller Figuren“ seines Romans werde; ein Kritiker interpretiert Spitzweg als Allegorie, die per se künstlich sei; ein zweiter beanstandet, die Künstlichkeit des Romans schränke seine Möglichkeiten ein, räumt aber ein, dass er dessen ungeachtet „funktioniere“.

### Zeit und Ort
Der Zeitraum, in dem die Handlung abläuft, umfasst rund 24 Stunden; die Zeit, in der sie spielt, ist unbestimmt. Eine der wenigen Markierungen aus der realen Welt, die sich genau verorten lässt, verweist auf Frankfurt am Main Mitte der 1980er Jahre. Zu dieser Zeit war Nickel dort selbst Abiturient und begann sich, nach eigenem Bekunden, für Spitzweg zu begeistern. Andere zeitlich fixierbare Details der Handlung liegen jedoch zum Teil Jahrzehnte später, eins sogar in einer möglichen Zukunft. Laut Autor ist das so gewollt. Er habe den Roman bewusst in einer nicht genau fassbaren „Anders-Zeit“ angesiedelt, in einer „Blase“, in der die wichtigsten Bezugspunkte nicht in der Realwelt, sondern in der „allgegenwärtigen“ Parallelwelt der Kunst existierten.

## Entstehung
Als Romanschriftsteller trat Nickel erst mit über 50 in Erscheinung. Er debütierte mit Hysteria (2018) und räumt ein, dass die Versuchung, die Geschichte einfach weiterzuschreiben, groß gewesen sei. Gedacht als Satyrspiel zu Hysteria, habe sich Spitzweg letztlich jedoch als Roman emanzipiert. Gleichwohl gebe es zwischen beiden Werken thematische Ähnlichkeiten und direkte Spiegelungen – Stichworte, die Nickel nennt: Natur, Natürlichkeit, Kunst, Künstlichkeit.

## Form

### Genre
Spitzweg ist weder Biografie noch Künstlerroman, wie der Titel möglicherweise vermuten lässt. Schauplatz und Alter der drei Hauptfiguren deuten auf einen Bildungsroman, was zumindest partiell eingelöst wird (pubertäre Liebe, Verlangen nach Freundschaft, Suche nach Identität, beginnender Entwicklungsprozess). Als Coming-of-Age-Roman lässt ihn die Kritik nur eingeschränkt gelten, oder in parodistischer Umkehr: Da die Jungen das Neue als von den Alten vereinnahmt vorfinden, rebellieren sie, die „eigentlich“ nach vorn schauen müssten, durch Identifikation mit dem „Inbegriff des Rückwärtsgewandten“, dem Biedermeier-Maler Carl Spitzweg. Korrespondierend dazu ein Tagebucheintrag des Abiturienten Nickel zum angekündigten Programm seines Kunstkurses: „Leider Picasso, aber auch Spitzweg!“

### Sprache
Nickel kleidet seinen Text in eine Sprache, die nicht minder „aus der Zeit gefallen“ wirkt als der vom Erzähler bewunderte Namensvetter Spitzwegs. Einer der Gründe für seine Bewunderung ist die „unnachahmlich beiläufige Art“, mit der Carl tiefschürfende Gedanken von sich gibt – eine Kunstfertigkeit, die ein Fließtext naturgemäß kaum wiedergeben kann. Aus Carls Diktion wird sie jedenfalls nicht ersichtlich. Sein Appell beispielsweise, mit dem er den Erzähler auf den Racheakt einstimmt, klingt so: „Weißt du, manchmal habe ich das Gefühl, wir müssten einfach alles daransetzen, das Leben als etwas Einzigartiges zu gestalten, indem wir das gleichförmige Einerlei unseres ach so drögen Alltags nicht länger als gegeben hinnehmen, sondern durch unvorhersehbare Taten in das Abenteuer zu entgrenzen, als welches unsere Kinderseele jeden Tag empfunden hat.“
„Wer sich erst einmal an die ohne jeden Jugendjargon markierte, zeitlose Schülersprache des Romans gewöhnt hat“, vermerkt eine der Kritiken, „ertappt sich bei dem Gedanken, gerade eine Novelle von Paul Heyse, eine Erzählung von Thomas Mann zu lesen – oder ein Capriccio von Martin Mosebach.“ In jedem Fall sei Eckhart Nickel einer der größten Stilisten seiner Generation. Aus anderen Rezensionen geht Ähnliches hervor. Eine wendet die scheinbare Gegenwartsflucht sogar ins Positive: Möglicherweise „gerade weil Sprache und Motivik des Romans alles andere als gegenwärtig“ seien, lasse sich der Roman „als fortlaufender Kommentar zur Gegenwart“ lesen – als kritischer Kommentar nämlich zum gegenwärtigen Kunstverständnis.

## Urteile
„Um alle Details dieses so fulminanten Romans zu beschreiben, bräuchte es wiederum einen Text in Romanlänge. Passenderweise ist dem Buch ein Zitat von Carl Spitzweg vorangestellt, das auch das großartige Schreibmalen des Schriftstellers Eckhart Nickel erklärt: ‚Jede Linie mit Verstand, alles durchdacht, das Uninteressante interessant.‘“

„Wie ein Aperçu auf den klassischen Bildungsroman verhandelt „Spitzweg“ große Fragen: Wie sehr verfeinern wir unser Leben durch Kunst? Kann sich ein bürgerliches Individuum komplett der Kunst verschreiben? Und sind Leute, die genau das tun, noch Lebenskünstler oder schon Sonderlinge?“

„Respekt: Mut zur Künstlichkeit!“

„‚Spitzweg‘ ist ein Plädoyer für eine Kunst, die durch ihre Vieldeutigkeit zur genauen, wiederholten Betrachtung zwingt und zugleich die Lizenz erteilt, vorgefundenes Material eigenwillig anzueignen – so wie Nickel, der in dieser Hinsicht ganz Popliterat geblieben ist, in der Komposition seines Romans mit Zitaten aus der Kunst-, Literatur- und Musikgeschichte verfährt. Möglicherweise erklärt die Sehnsucht nach diesem Kunstverständnis in Zeiten, in denen Romane mit Triggerwarnungen ausgestattet und literarische Texte zunehmend an ihrem politischen Aussagegehalt gemessen werden, auch die emphatischen Rezensionen der vergangenen Wochen.“

## Ausgaben
- Gebundene Originalausgabe. Piper, München 2022. ISBN 978-3-492-07143-7.
- E-Book (ePub). Piper, München 2022. ISBN 978-3-492-60155-9.
- Hörbuch. Gesprochen von Andreas Hutzel. speak low, Berlin 2022. ISBN 978-3-948674-18-2.